# Diocese de Placência-Bobbio
A Diocese de Placência-Bobbio (em latim: Dioecesis Placentina-Bobiensis) é uma circunscrição eclesiástica da Igreja Católica na Itália, pertencente à Província Eclesiástica da Emília-Romanha e à Conferenza Episcopale Italiana, sendo sufragânea da Arquidiocese de Módena-Nonantola. As sés estão nas catedrais de Placência e de Bobbio, na Região da Emília-Romanha.

## Território
Da diocese fazem parte as cidades de Placência e, desde 16 de novembro 1989, Bobbio. O território é de 3 670 km² repartido por 422 paróquias, entre as províncias de Placência, Parma, Pavia e Génova.

## História
A Diocese de Placência já existia desde o século IV. Desde 16 de novembro 1989 foi unida com a cidade de Bobbio, que antigamente era Diocese, e depois foi unida à Arquidiocese de Génova.

## Bispos de Placência-Bobbio
Administração local recente:
- Antonio Mazza (16 de novembro 1989 - 1 de dezembro 1994)
- Luciano Monari (23 de junho 1995 - 19 de julho 2007 nomeado Bispo de Bréscia)
- Gianni Ambrosio (16 de fevereiro 2008 - 16 de julho de 2020)
- Adriano Cevolotto (16 de julho de 2020 - atual)